# Chabestan
Pour les articles homonymes, voir Chabestan (homonymie).
Chabestan est une commune française rurale, située dans le département des Hautes-Alpes en région Provence-Alpes-Côte d'Azur.

## Géographie
La commune se trouve à 25 km de la ville de Gap. Chabestan est un village de montagne (780 mètres d'altitude) qui fait partie du massif des Alpes.
Le sommet la Roc de Longue-Dent est distant de 1,8 km de la commune. Le bois de Cellas est à 2,7 km. La commune est traversée par le torrent le Petit Buëch, long d'environ 44 km.

### Climat
Pour des articles plus généraux, voir Climat de Provence-Alpes-Côte d'Azur et Climat des Hautes-Alpes.
En 2010, le climat de la commune est de type climat méditerranéen altéré, selon une étude du Centre national de la recherche scientifique s'appuyant sur une série de données couvrant la période 1971-2000. En 2020, Météo-France publie une typologie des climats de la France métropolitaine dans laquelle la commune est exposée à un climat de montagne ou de marges de montagne et est dans la région climatique Alpes du sud, caractérisée par une pluviométrie annuelle de 850 à 1 000 mm, minimale en été.
Pour la période 1971-2000, la température annuelle moyenne est de 9,7 °C, avec une amplitude thermique annuelle de 17,8 °C. Le cumul annuel moyen de précipitations est de 930 mm, avec 7,7 jours de précipitations en janvier et 5,2 jours en juillet. Pour la période 1991-2020, la température moyenne annuelle observée sur la station météorologique de Météo-France la plus proche, « Le Saix », sur la commune du Saix à 3 km à vol d'oiseau, est de 10,2 °C et le cumul annuel moyen de précipitations est de 865,4 mm. 
La température maximale relevée sur cette station est de 39,3 °C, atteinte le 23 août 2023 ; la température minimale est de −19 °C, atteinte le 7 février 2012,,.
Les paramètres climatiques de la commune ont été estimés pour le milieu du siècle (2041-2070) selon différents scénarios d'émission de gaz à effet de serre à partir des nouvelles projections climatiques de référence DRIAS-2020. Ils sont consultables sur un site dédié publié par Météo-France en novembre 2022.

## Urbanisme

### Typologie
Au 1er janvier 2024, Chabestan est catégorisée commune rurale à habitat très dispersé, selon la nouvelle grille communale de densité à 7 niveaux définie par l'Insee en 2022.
Elle est située hors unité urbaine et hors attraction des villes,.

### Occupation des sols
L'occupation des sols de la commune, telle qu'elle ressort de la base de données européenne d’occupation biophysique des sols Corine Land Cover (CLC), est marquée par l'importance des territoires agricoles (55,3 % en 2018), en diminution par rapport à 1990 (61,9 %). La répartition détaillée en 2018 est la suivante :
terres arables (42,5 %), forêts (38,1 %), prairies (7,3 %), zones agricoles hétérogènes (5,4 %), milieux à végétation arbustive et/ou herbacée (3,9 %), espaces ouverts, sans ou avec peu de végétation (2,7 %).
L'évolution de l’occupation des sols de la commune et de ses infrastructures peut être observée sur les différentes représentations cartographiques du territoire : la carte de Cassini (XVIIIe siècle), la carte d'état-major (1820-1866) et les cartes ou photos aériennes de l'IGN pour la période actuelle (1950 à aujourd'hui).

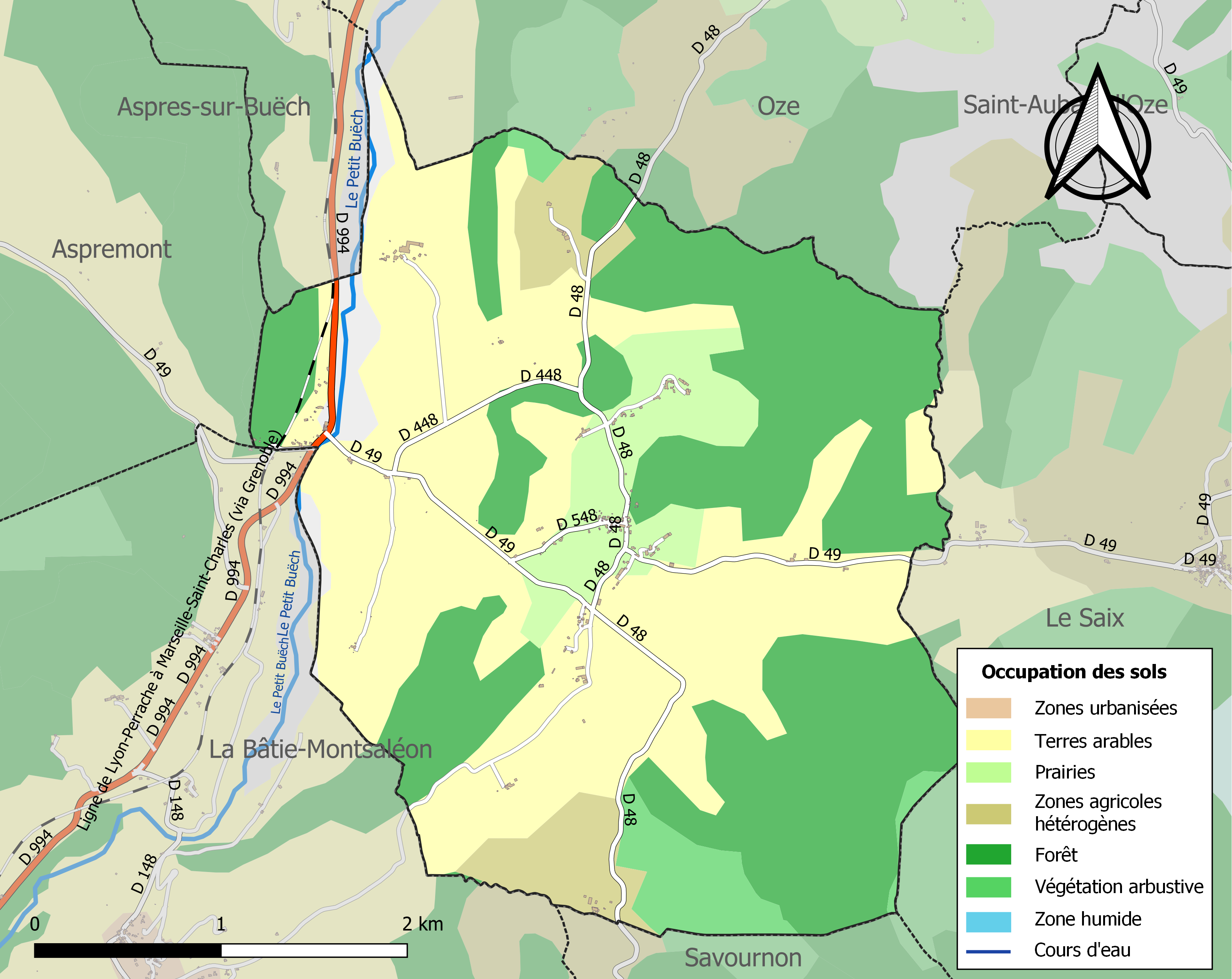
Carte de l'occupation des sols de la commune en 2018 (CLC).

## Toponymie
On trouve ce toponyme sous la forme Chabestagnum en 1247.
Chabestan tient son nom du latin caput stagni, soit « tête de l'étang », probablement en raison du voisinage d'un ancien étang. La route qui quitte le village vers l'ouest porte toujours le nom de « Prés d'Estang ».

## Histoire
La famille « de Chabestan » était connue au début du Moyen Âge en tant « qu'excellente famille chevaleresque ». Guillaume de Chabestan, chevalier dauphinois, est mort lors de la bataille de Verneuil (1424) contre les Anglais.
Au Moyen Âge, seigneurie dépendant de la baronnie de Val d'Oze. Érigé en comté en 1726 pour la famille de Roux (anciennement di Russo), en compensation du comté della Ricca au royaume de Naples et de son soutien à Charles d'Anjou, frère de Saint-Louis, roi de Naples et de Sicile, comte de Provence par son mariage avec Béatrice de Provence en 1246.
En 1793, la commune a pris le nom de Chabestau puis est redevenue Chabestan en 1801.
Jusqu'en 2014, la commune appartenait au canton de Veynes. À la suite du redécoupage cantonal de 2014, elle a été transférée dans le canton de Serres.

## Économie
Chabestan est sur le territoire de l'AOC « Huile essentielle de lavande de Haute-Provence ».

## Politique et administration
| Période                                  | Période   | Identité         | Étiquette | Qualité                               |
| ---------------------------------------- | --------- | ---------------- | --------- | ------------------------------------- |
| Les données manquantes sont à compléter. |           |                  |           |                                       |
| avant 1968                               | ?         | Roger Disdier    | Radical   | Suppléant du député Émile Didier      |
| mars 2001                                | mars 2014 | Roger Fournel    |           |                                       |
| novembre 2017                            | mai 2020  | Thierry Fodera   |           | Entrepreneur en bâtiment              |
| mai 2020                                 | En cours  | Anne-Marie Gros, |           | Agricultrice sur moyenne exploitation |

## Démographie
L'évolution du nombre d'habitants est connue à travers les recensements de la population effectués dans la commune depuis 1793. Pour les communes de moins de 10 000 habitants, une enquête de recensement portant sur toute la population est réalisée tous les cinq ans, les populations de référence des années intermédiaires étant quant à elles estimées par interpolation ou extrapolation. Pour la commune, le premier recensement exhaustif entrant dans le cadre du nouveau dispositif a été réalisé en 2005.

En 2022, la commune comptait 171 habitants, en évolution de +28,57 % par rapport à 2016 (Hautes-Alpes : +0,4 %, France hors Mayotte : +2,11 %).
| 1793 | 1800 | 1806 | 1821 | 1831 | 1836 | 1841 | 1846 | 1851 |
| ---- | ---- | ---- | ---- | ---- | ---- | ---- | ---- | ---- |
| 198  | 224  | 237  | 269  | 273  | 264  | 280  | 246  | 215  |

| 1856 | 1861 | 1866 | 1872 | 1876 | 1881 | 1886 | 1891 | 1896 |
| ---- | ---- | ---- | ---- | ---- | ---- | ---- | ---- | ---- |
| 179  | 183  | 191  | 185  | 210  | 213  | 199  | 217  | 206  |

| 1901 | 1906 | 1911 | 1921 | 1926 | 1931 | 1936 | 1946 | 1954 |
| ---- | ---- | ---- | ---- | ---- | ---- | ---- | ---- | ---- |
| 217  | 201  | 199  | 154  | 160  | 160  | 145  | 155  | 150  |

| 1962 | 1968 | 1975 | 1982 | 1990 | 1999 | 2005 | 2006 | 2010 |
| ---- | ---- | ---- | ---- | ---- | ---- | ---- | ---- | ---- |
| 125  | 113  | 101  | 105  | 112  | 126  | 119  | 116  | 153  |

| 2015 | 2020 | 2022 | - | - | - | - | - | - |
| ---- | ---- | ---- | - | - | - | - | - | - |
| 136  | 169  | 171  | - | - | - | - | - | - |

## Lieux et monuments
- Maisons anciennes
- Château : Tour de Champcrose construit au XIVe siècle. Il comprenait autrefois quatre tours.
- Château : Laric. Ses dépendances comprennent des écuries, des remises, ainsi qu'une chapelle en l'honneur de saint Antoine de Padoue, qui date de 1650.
- Église Saint-Barthélemy de 1715.

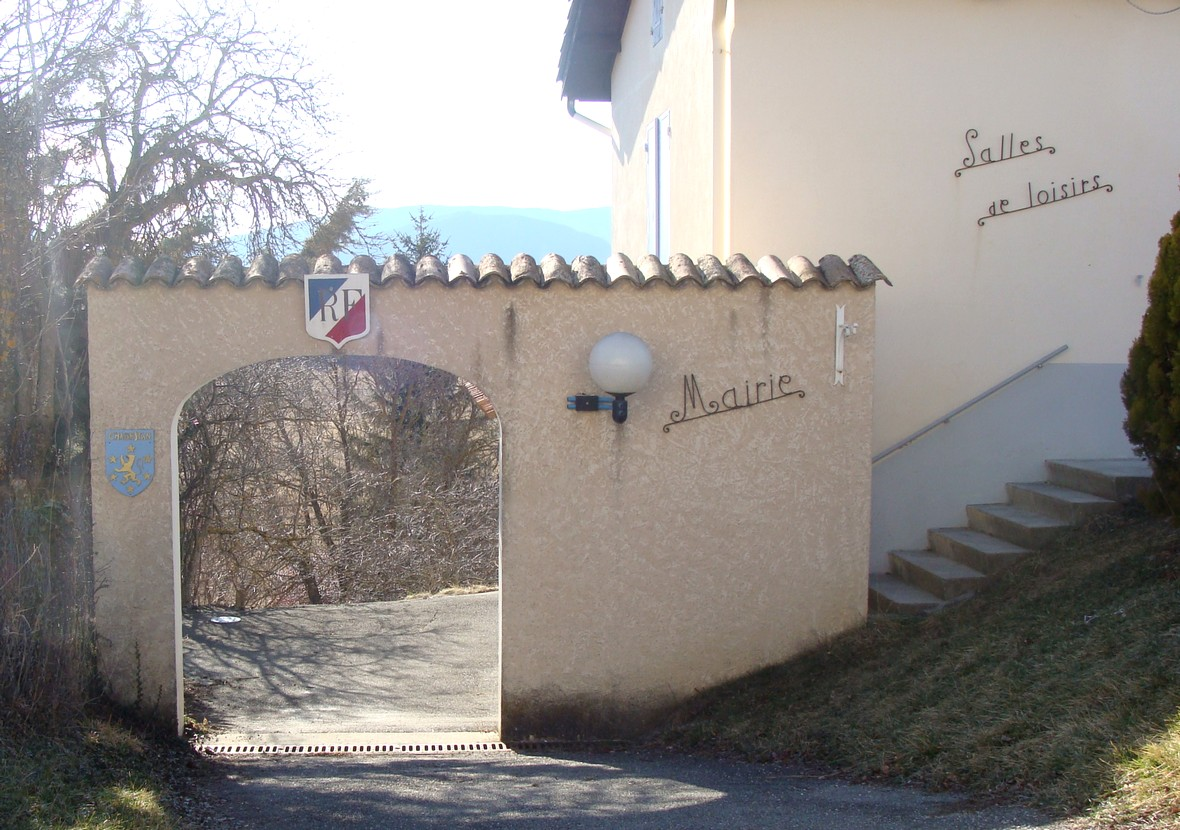
La mairie.
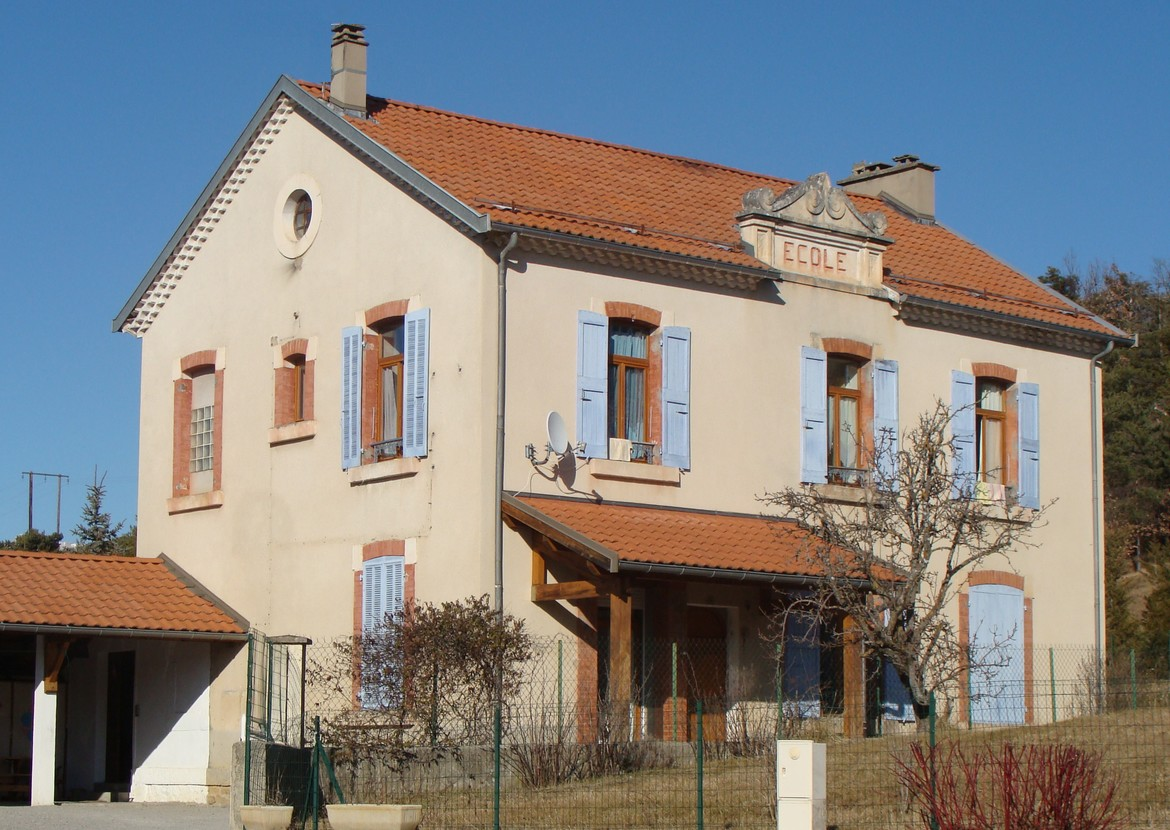
L'école.
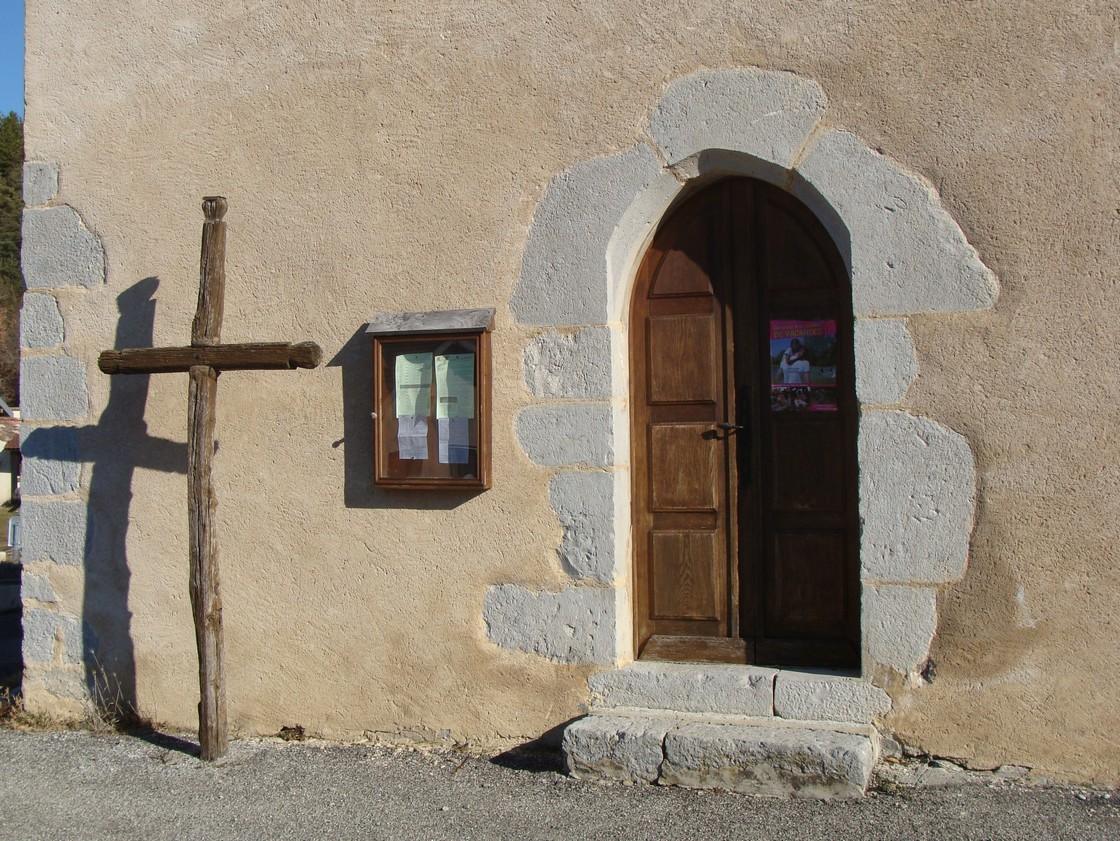
L'église.
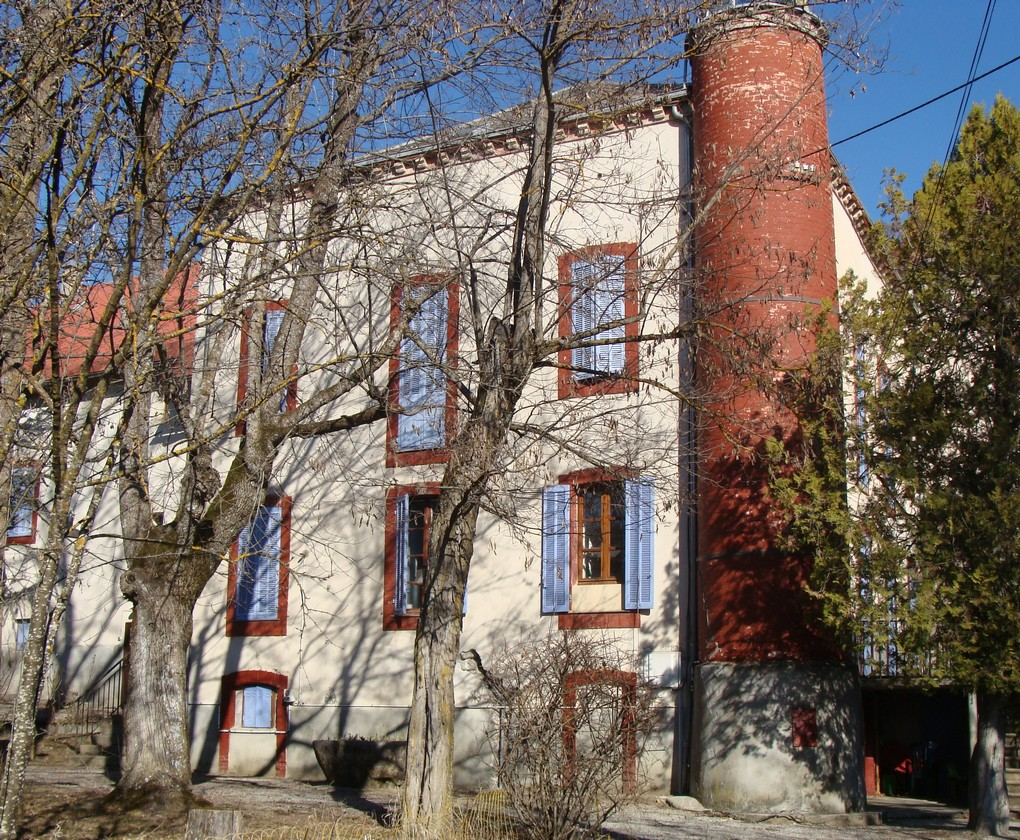
Le château de Laric.

## Personnalités liées à la commune
- La famille Roux ou Ruffo de Laric, seigneurs de Val d'Oze au XVIIIe siècle. Une des descendantes de la branche italienne de cette famille, Paola Ruffo di Calabria, est l'épouse du roi des Belges Albert II.

## Héraldique
| Blason de Chabestan | Blason  | D'azur au lion d'or lampassé de gueules surmonté en chef de six étoiles rangées d'or,. |
| Blason de Chabestan | Détails | Le statut officiel du blason reste à déterminer.                                       |